# Pterophorus lyrae
Pterophorus lyrae is een vlinder uit de familie vedermotten (Pterophoridae). De wetenschappelijke naam van de soort is voor het eerst geldig gepubliceerd in 1983 door Arenberger.